# Medhi Lacen
Medhi Gregory Giuseppe Lacen (Parigi, 15 marzo 1984) è un ex calciatore francese naturalizzato algerino, di ruolo centrocampista.
Ha origini italiane da sua madre. Anche suo fratello Michael è un calciatore.

## Carriera

### Club
Nato a Parigi, in Francia, il 15 marzo del 1984 da padre algerino originario di Algeri e da madre italiana, inizia la propria carriera professionista in squadre modeste come Stade Lavallois e ASOA Valence.
Nel 2005 si è trasferito al Deportivo Alavés, che al termine della stagione retrocederà in seconda divisione. Il debutto di Lacen nella Liga risale al 15 ottobre 2005 contro il Villarreal (1-1).
Dopo due stagioni da titolare nella squadra basca, si è trasferito al Racing Santander nell'agosto 2008 firmando un triennale. Nella stagione 2008-2009 ha collezionato 31 presenze.

### Nazionale
Anche se nato in Francia, Lacen ha potuto scegliere di rappresentare l'Algeria per la nazionalità del padre. È stato convocato per la prima volta in Nazionale maggiore nel 2006 da Jean-Michel Cavalli, in occasione di un'amichevole contro il Gabon, ma non ha potuto giocare per un problema amministrativo.
Il 12 dicembre 2009 Mohamed Raouraoua, presidente della FAF, ha annunciato la possibile convocazione di Lacen per la Coppa d'Africa 2010 da disputarsi in Angola. Cinque giorni dopo, il commissario tecnico Rabah Saâdane ha annunciato che il giocatore non avrebbe preso parte alla competizione per via della gravidanza della moglie.
Dopo quasi quattro anni dalla prima convocazione, Lacen ha debuttato il 12 febbraio 2010 in amichevole contro la Serbia (sconfitta per 3-0). Nel maggio dello stesso anno è stata ufficializzata la sua convocazione per il campionato del mondo 2010.